# Mors lilla Olle
Mors lilla Olle är en barnvisa skriven av Alice Tegnér. Den publicerades i häfte 3 i Sjung med oss, mamma! 1895. Berättelsen i visan är inspirerad av en verklig händelse: den ett år och sju månader gamla Jon Ersson plockade lingon utanför Sörsjön i Dalarna år 1850, när han mötte ett par björnungar, som han matade med lingonris och lade sig att sova med. Visan finns i flera inspelningar, inklusive en spansk översättning. 

## Bakgrund
Visans text är inspirerad av en verklig händelse. Barnet hette Jon Ersson och i september 1850 var han och hans äldre syskon ett par hundra meter från Morbäcksätern utanför byn Sörsjön i Dalarna och plockade lingon. Jon, som bara var ett år och sju månader gammal, mötte en brunbjörnshona med två ungar och matade ungarna med lingonkvistar. De blev trötta och ungarna och Jon lade sig för att vila vid björnhonan. Äldsta systern hämtade modern och hon skrämde bort björnarna.
Jon Ersson (alias John Eriksson) emigrerade från Hägnåsens by i Dalarna till Nordamerika. Han dog där år 1885, vid 37 års ålder, efter att ha träffats av blixten när han plöjde med fyrspann på sin farm i Minnesota.[källa behövs]

## Visan
En norsk tidning skrev en artikel om händelsen i april 1851 och författaren Wilhelm von Braun skrev en dikt, "Stark i sin oskuld" som inleds med raden; Liten pilt i fjällskog gick, rosig kind och änglablick…, och innehåller en 12 strofer lång historia om en liten pojke och hans äventyr i storskogen i Dalarna. 
Alice Tegnér inspirerades av denna dikt, och skrev sedan barnvisan "Mors lilla Olle".
Visans första strof lyder:
Mors lilla Olle i skogen gick,

rosor på kind och solsken i blick.

Läpparna små utav bär äro blå.

– Bara jag slapp att så ensam här gå!

### Tryckta utgåvor
- Sjung med oss, Mamma! 3, 1895
- Nu ska vi sjunga, 1943

### Inspelningar
En tidig inspelning gjordes av Inga Berentz i Stockholm i september 1909. En annan inspelning gjordes av Margareta Schönström, som sjöng in sången på skiva i Stockholm i maj 1925 och gav ut den i januari 1926. Sången finns också insjungen på skiva av Ola Håkansson från 1975 på ett skivalbum med "Nu ska vi sjunga"-tema.
Sången har också spelats in på spanska av Maria Llerena som "El niño Ule" på skivalbumet Chiquitico mio från 1988.